# Mid Bedfordshire
Mid Bedfordshire war ein District in der Grafschaft Bedfordshire in England. Verwaltungssitz war Ampthill.
Der Bezirk wurde am 1. April 1974 gebildet und entstand aus der Fusion der Urban Districts Ampthill, Biggleswade und Sandy sowie der Rural Districts Ampthill und Biggleswade. Am 1. April 2009 wurden der District mit dem benachbarten District South Bedfordshire zu einer neuen Unitary Authority Central Bedfordshire vereinigt.

## Orte im District
| - Ampthill - Arlesey - Biggleswade - Campton - Chicksands - Cranfield | - Filtwick - Harlington - Sandy - Shefford - Stotfold - Toddington |

Koordinaten: 52° 2′ 0″ N, 0° 24′ 0″ W